# Náray József
Náray József (? – 1804.) egri kanonok, szentgyörgyi apát és székesegyházi főesperes volt a 18. században.

## Munkái
- Epithalamion Seren. Hungariae et Bohemiae regio hereditario principi et archiduci Austriae domino Josepho, regni Hungariae palatino et locumtenenti etc. et Alexandrae, augusti caesaris Russorum filiae principi, in perennem venerationis cultum neosponsis devotissime dicatum. Agriae, 1799.
- Applausus ill. ac. rev. dni Nicolai Konde de Póka-Telek honoribus, dum Magno-Varadinensem episcopatum suum prima vice solemniter ingrediretur dicatus. Agriae, 1801.